# أليس رقيق الأوراق
الأليس رقيق الأوراق نوع نباتي يتبع جنس الأليس من الفصيلة الصليبية.